# Milorad Milutinović
Milorad Milutinović (10 marzo 1935 – 12 luglio 2015) è stato un allenatore di calcio e calciatore jugoslavo, di ruolo centrocampista.

## Biografia
Fu fratello minore di Miloš Milutinović e fratello maggiore di Bora Milutinović.

## Carriera

### Giocatore
Ha giocato in totale 3 partite in Coppa dei Campioni e 2 partite in Coppa delle Fiere.

## Palmarès

### Giocatore

#### Competizioni nazionali
- Campionato jugoslavo: 3

Partizan: 1960-1961, 1961-1962, 1962-1963
- Coppa di Jugoslavia: 1

Partizan: 1956-1957